# Veselin Vujovic
Veselin Vujović (Sérvio:Веселин Вујовић, Centije, 19 de Janeiro de 1961) é um ex-andebolista montenegrino, campeão olímpico pela Seleção Iugoslava em 1984. É treinador do RK Vardar Skopje.

## Clubes
- 1980-88 Metaloplastika Sabac
- 1988-93 FC Barcelona
- 1993-95 BM Granollers

## Títulos

### Individual
- 1988:  Melhor jogador de handebol do mundo pela IHF [2]

## Pela Seleção Iugoslava
- 1984 -  Medalha de ouro - Jogos Olímpicos de Los Angeles 1984
- 1986 -  Medalha de ouro - Mundial da Suíça 1986
- 1988 -  Medalha de bronze - Jogos Olímpicos de Seul 1988

## Pelos Clubes
- Tri-campeão da Copa da Europa: 1984/85, 1985/86 e 1990/91
- 2 Vice-campeontos da Copa da Europa: 1983/84 e 1989–90
- Campeão da Copa EHF: 1994/95
- Hepta-campeão da Liga Iugoslava: 1980/81, 1981/82, 1982/83, 1983/84, 1984/85, 1985/86 e 1986/87
- Tetra-campeão da Liga Asobal: 1988/89, 1989/90, 1990/91 e 1991/92
- Campeão da "Copa del Rey" 1989/90

## Como Treinador
- BM Ciudad Real 
  - Campeão da Copa EHF: 2001–02

- Seleção Iugoslava 
  - 4º Lugar: Jogos Olímpicos de Verão de 2000

- Seleção da Servia e Montenegro 
  - Campeão do Mundo (Categoria: Juvenil) - 2004
  - 2º Lugar Campeonato Mundial Junior - 2005